# Cape Naturaliste
Cape Naturaliste är en udde i Australien. Den ligger i delstaten Western Australia, omkring 190 kilometer sydväst om delstatshuvudstaden Perth.
Trakten är glest befolkad. Närmaste större samhälle är Dunsborough, omkring 12 kilometer sydost om Cape Naturaliste. 
Genomsnittlig årsnederbörd är 1 201 millimeter. Den regnigaste månaden är maj, med i genomsnitt 210 mm nederbörd, och den torraste är januari, med 9 mm nederbörd.